# Destinezita
La destinezita és un mineral de la classe dels fosfats. Anomenada així per H. Forir i A. Jorissen l'any 1880 en honor de Pierre Destinez, un assistent de laboratori de la Universitat de Lieja, membre de la Société Géologique de Belgique amb la que va publicar nombrosos articles sobre temes paleontològics fins al 1904. Pertany al grup sanjuanita-destinezita.

## Característiques
És un fosfat de ferro poc abundant, de fórmula Fe³⁺₂(PO₄)(SO₄)(OH)(H₂O)₅·H₂O. Es troba rarament en forma microcristal·lina, composta de cristalls en forma de plaques de sis cares. Cristal·litza en el sistema triclínic. La seva diafanitat és transparent a translúcida i la seva lluentor terrosa.
Durant molt de temps, la destinezita ha sigut considerada la mateixa espècie que la diadoquita, fins que va ser redefinida a espècie pròpia l'any 2002. Avui dia són considerades espècies homòlogues, sent la didoquita la que es troba en forma amorfa i la destinezita l'espècie que cristal·litza en el sistema triclínic.
Als territoris de parla catalana ha estat descrita a les mines d'Alum de La Vilella Alta (Priorat) i a les mines de la riera de Cervelló (Baix Llobregat).

## Grup sanjuanita-destinezita
El grup sanjuanita-destinezita de minerals està format per quatre espècies minerals: la destinezita, la sanjuanita, la sarmientita i la zýkaïta. La rossiantonita és una espècie estructuralment relacionada amb aquest grup, i la kribergita ho és químicament.